# Rode paardenanemoon
De rode paardenanemoon (Actinia equina) is een zeeanemoon uit de familie Actiniidae. De wetenschappelijke naam van de soort werd in 1758 voor het eerst beschreven door Carl Linnaeus als Priapus equinus maar later plaatste hij het in het geslacht Actinia.

## Beschrijving
De zuil van de rode paardenanemoon wordt tot 4 centimeter hoog, de tentakels zijn tot 3 centimeter lang. De zuil is meestal effen roodbruin, ook wel groen of bruin. De 192 puntige tentakels zijn meestal roodbruin of hebben dezelfde kleur als de zuil. Langs de rand rond de tentakels zijn de kenmerkende licht- tot fel donkerblauwe knobbels (acrorhagi) zichtbaar, die netelcellen bevatten en worden gebruikt ter verdediging of aanval tegen andere zeeanemonen. Paardenanemonen voeden zich met kleine vissen,  krabben en weekdieren. Ze kunnen in kleur vervagen als er onvoldoende aanbod van carotenoïde is.

## Verspreiding en leefgebied
De rode paardenanemoon komt verspreid voor over heel West-Europa, inclusief de Middellandse Zee, van het noordpoolgebied tot de westkust van Afrika, bijna tot aan de evenaar. het is een van de meest voorkomende zeeanemonen in het getijdengebied van de Middellandse Zee, de Atlantische Oceaan en de Noordzeekust.
De paardenanemoon leeft vooral hoog in de getijdenzone, en wordt in kleinere aantallen tot ongeveer 8 meter diep aangetroffen. Bij laag water is hij langs de waterkant te vinden, vastgehecht aan bijvoorbeeld strekdammen. De soort leeft alleen op harde ondergrond met weinig zandtransport.